# Schloss Litzlberg

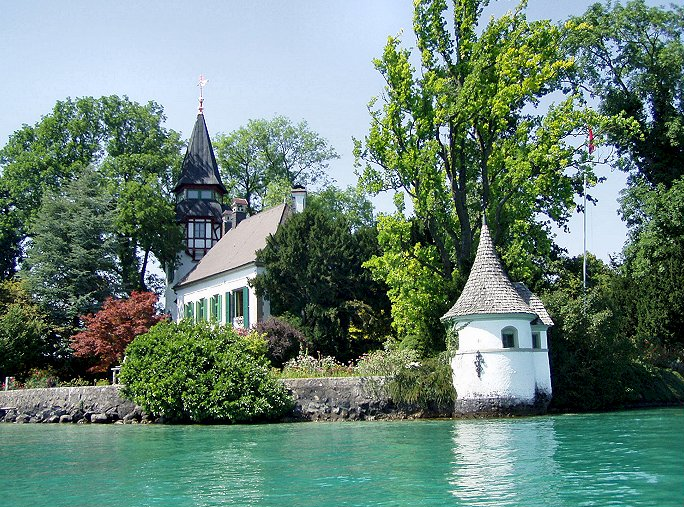
Schloss Litzlberg

Das Schloss Litzlberg befindet sich auf einer kleinen Insel im Attersee im nach ihm benannten Ort Litzlberg in der Marktgemeinde Seewalchen am Attersee im Bezirk Vöcklabruck von Oberösterreich.

## Geschichte
Der Name lautete ursprünglich Lützelburg und bedeutete kleine Burg (zu lützel vgl. engl. little = klein).
Litzlberg war ursprünglich ein Mondseer Lehen. Um 1313 kam es an Winter von Windern (Windner von Slematig). Eine weitere Nennung von Litzelberg erfolgte 1498, damals verkaufte der Inhaber Preunhuber die Burg an Martin II. von Polheim. 1603 verkaufte es Weikart von Polheim dem Sigmund Engl von Wagrain. 1655 kam Litzberg an Johann von Khunitz, Landschaftseinnehmer von ob der Enns. Von diesem ging es an den kaiserlichen Forstmeister Johann Christoph Staindl von Plötzened. 1664 kaufte Elias von Seeau von diesem das Schlösschen auf der 6000 m² großen Insel. Um 1769 ging Litzlberg an den Grafen Johann Gottlieb von Clam über. 1802 kam Litzlberg an den Hofadvokaten Dr. Josef Preuer, dann an Josef Weichs (1814).

## Schloss Litzlberg heute

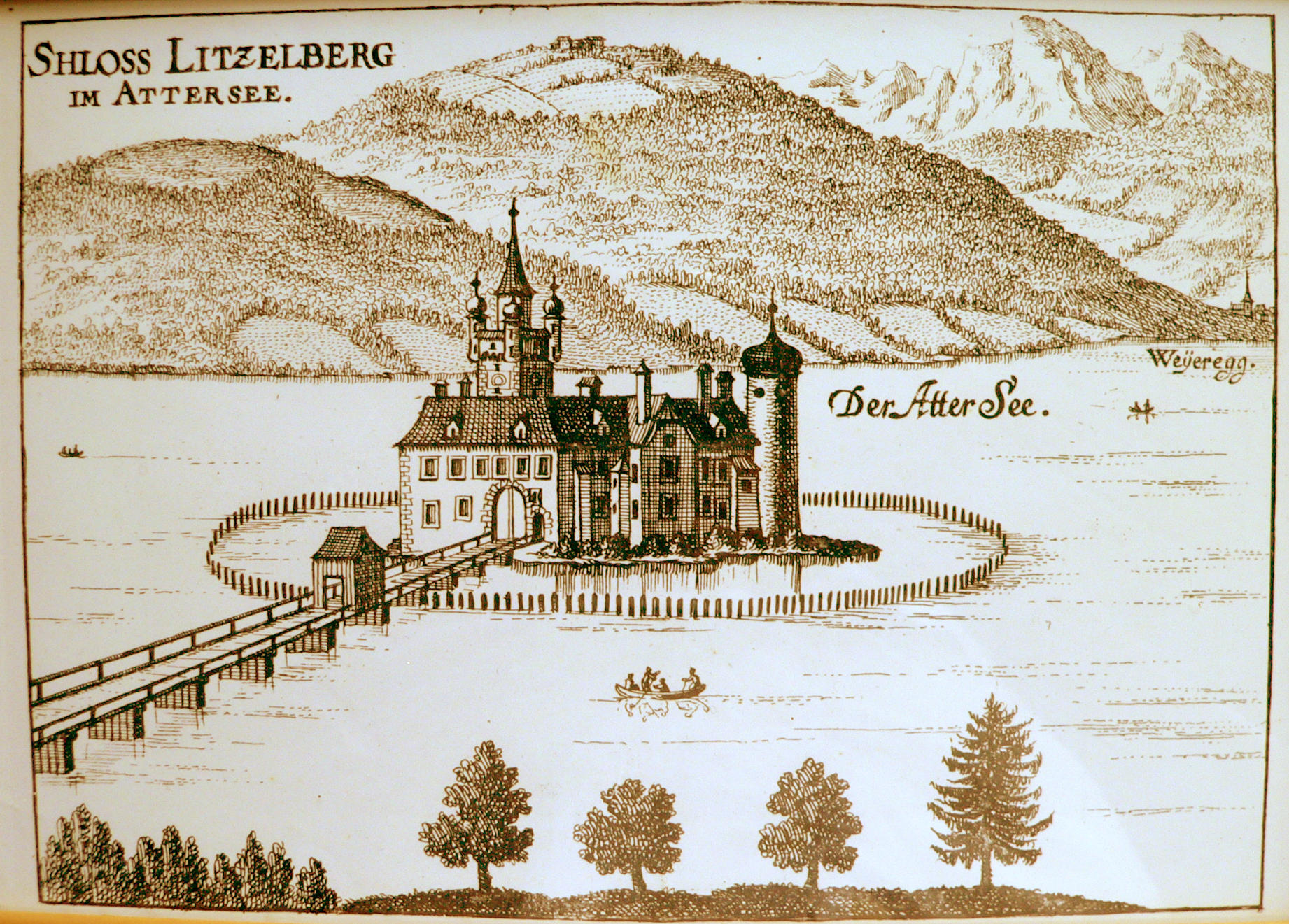
Schloss Litzlberg nach einem Stich von Georg Matthäus Vischer von 1674 mit einer noch über das Wasser ragenden Pfahlreihe als Zaun

Wie auf dem Stich von Georg Matthäus Vischer von 1674 zu sehen ist, war Litzlberg eine stattliche Anlage mit einem viereckigen Turm, an dessen Ecken Scharwachttürme standen. Zudem war ein Rundturm mit Zwiebeldach vorhanden. Zu der Burg führte eine hölzerne Brücke, ein im See errichteter Palisadenzaun schützte des Weiteren die Burg. 1780 wurde das bereits ruinöse Mauerwerk der Burg bis auf ein Ecktürmchen abgetragen und das Material zum Wiederaufbau des abgebrannten Marktes Schörfling verwendet.
Der Neubau im Stile des Historismus stammt aus der Zeit nach 1896. Der Wiener Bankier von Springer ließ hier den neuen Landsitz entstehen. Der neue Steg zur Insel wurde 1917 errichtet. Gustav Klimt hat hier etliche Sommer verbracht und eine Reihe von Atterseebildern gemalt.
Der Neubau wechselte mehrmals den Besitzer und gehörte Baron E. von Springer (1895–1897) und dem Stahlindustriellen Böhler und seinen Nachkommen. Im Jahr 1974 wurde die (vulgo:) Böhlerinsel vom Linzer Ziegelfabrikanten Karl Leitl († 1982) erworben und gehört mitsamt Schloss immer noch der Familie Leitl. Die Insel ist öffentlich nicht zugänglich. Das Schlösschen ist heute vollständig renoviert und ein Kleinod im Attersee.